# 1629 Pecker
Az 1629 Pecker (ideiglenes jelöléssel 1952 DB) a Naprendszer kisbolygóövében található aszteroida. Boyer, L. fedezte fel 1952. február 28-án.